# Schloss Rydboholm

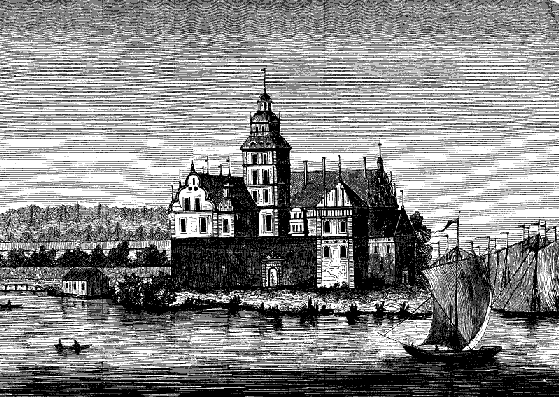
Schloss Rydboholm um 1880

Schloss Rydboholm, 11 km nordöstlich der Stadt Vaxholm in der schwedischen Provinz Uppland gelegen, stammt aus dem 16. Jahrhundert.
Der älteste Teil, der freistehende Wasa-Turm, ist ein typischer mittelalterlicher Wehrturm. In ihm befindet sich unter anderem die sog. Studierkammer Gustav Wasas mit einer Einrichtung aus der Mitte des 16. Jahrhunderts. Es wird auch vermutet, dass Gustav Wasa, der erste König aus dem Hause Wasa, im Schloss geboren wurde.
Per Brahe d. Ä. begann mit dem Bau des Schlosses 1548. Sein heutiges Aussehen bekam das Schloss durch einen Umbau im 18. Jahrhundert. Um 1800 wurde auch ein Landschaftspark angelegt. Das Schloss verblieb bis 1930 im Besitz der Familie Brahe und kam dann an die Freiherren von Essen. Heute ist es im Besitz des Unternehmers Graf Gustaf Douglas und seiner Frau Elisabeth, geb. Freiin von Essen.
Seit 1988 steht das Schloss als Byggnadsminne unter Denkmalschutz.

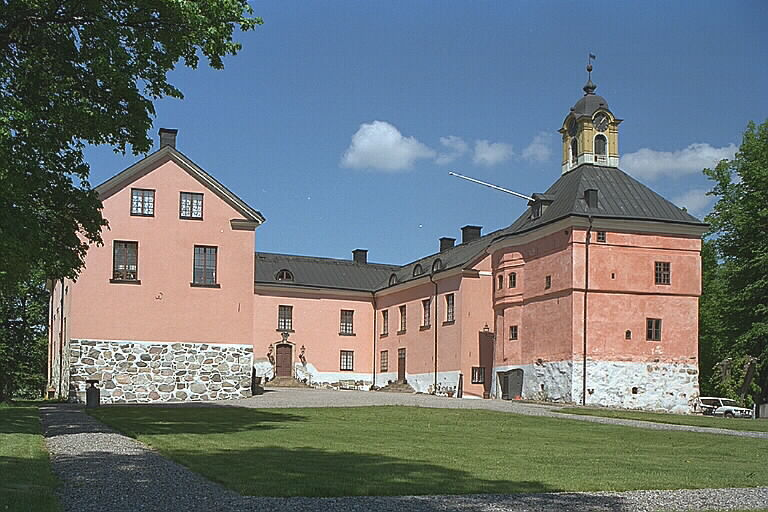
Schloss Rydboholm, Ehrenhof
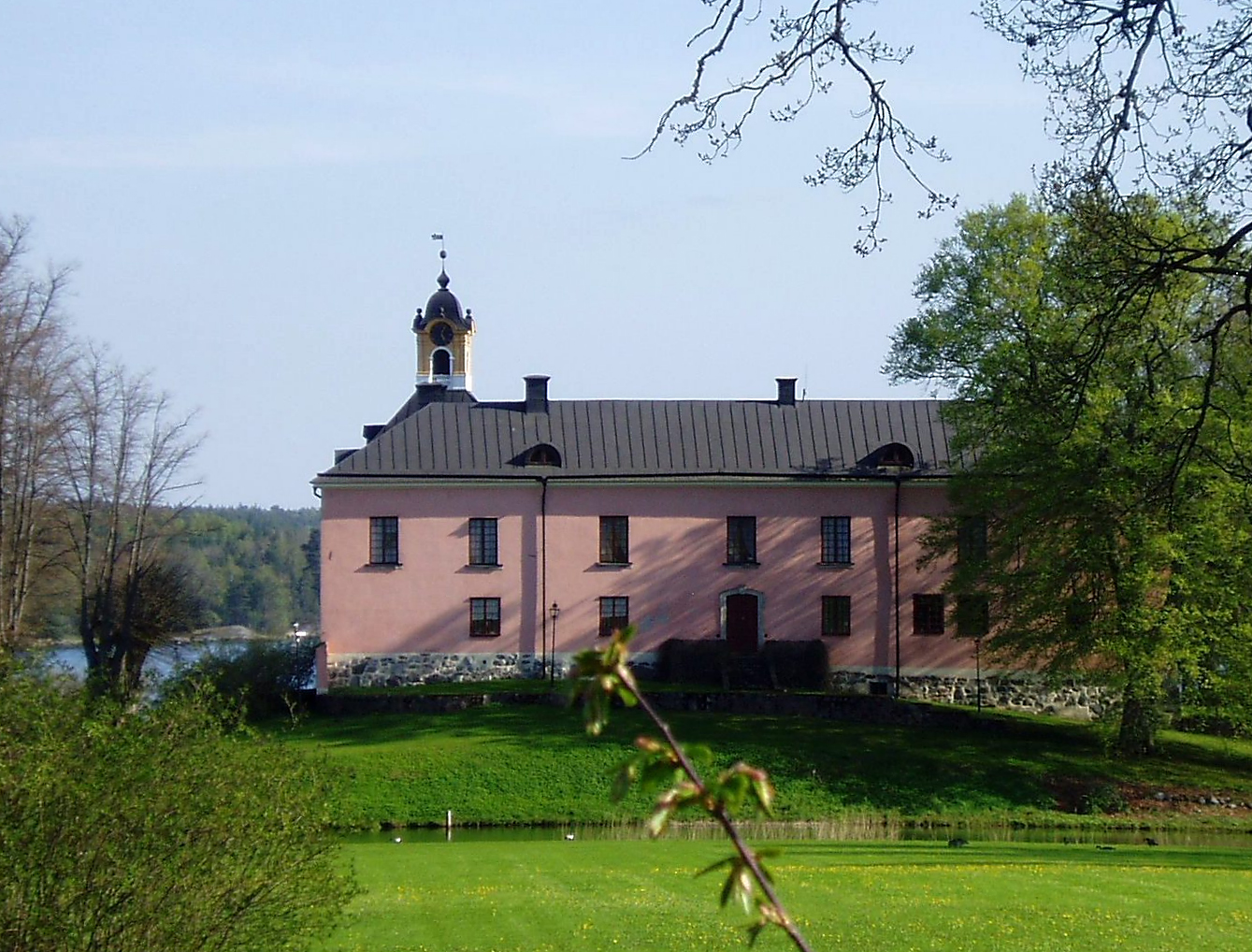
Schloss Rydboholm
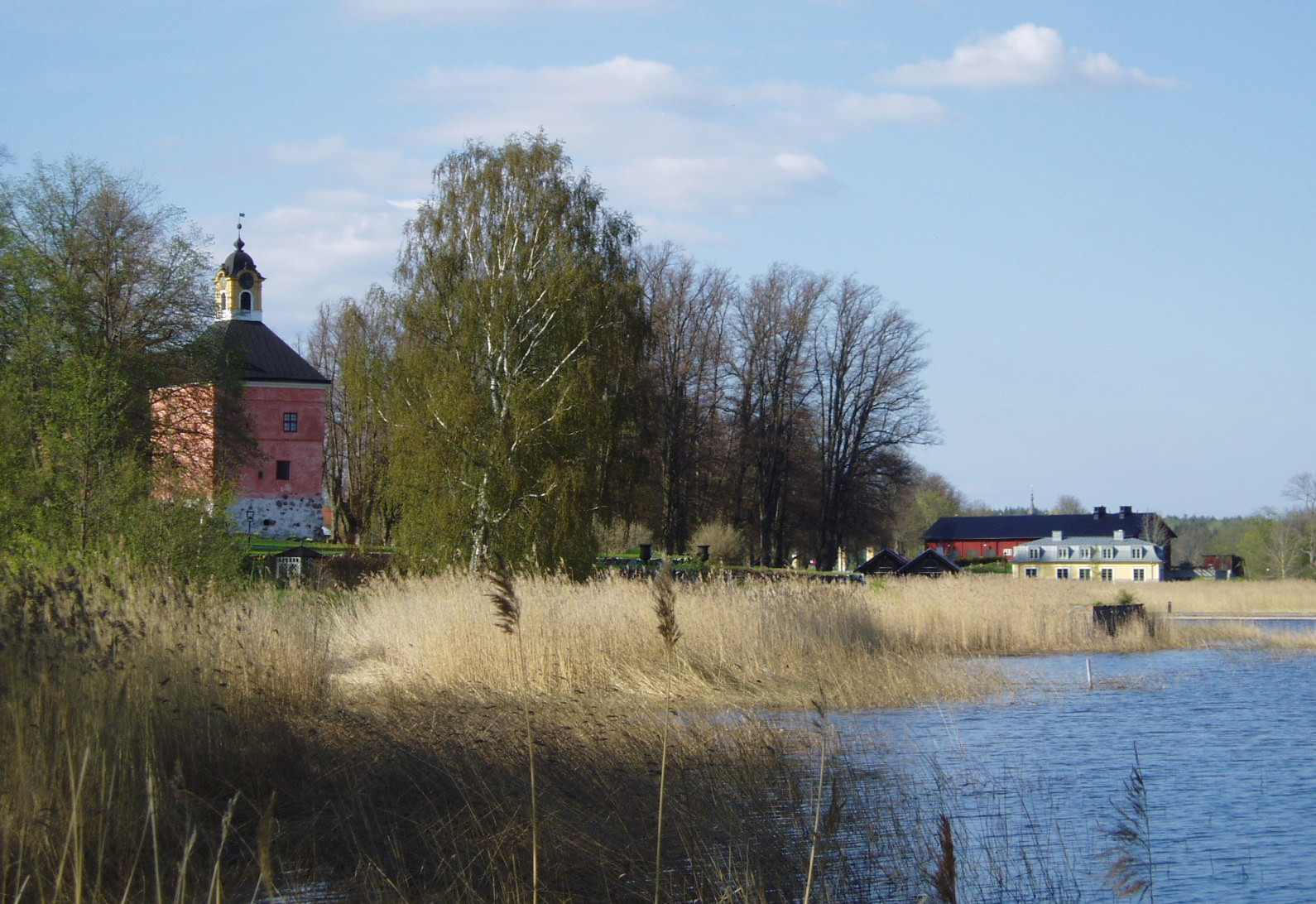
Der Wasa-Turm an der Bucht Kyrkfjärden
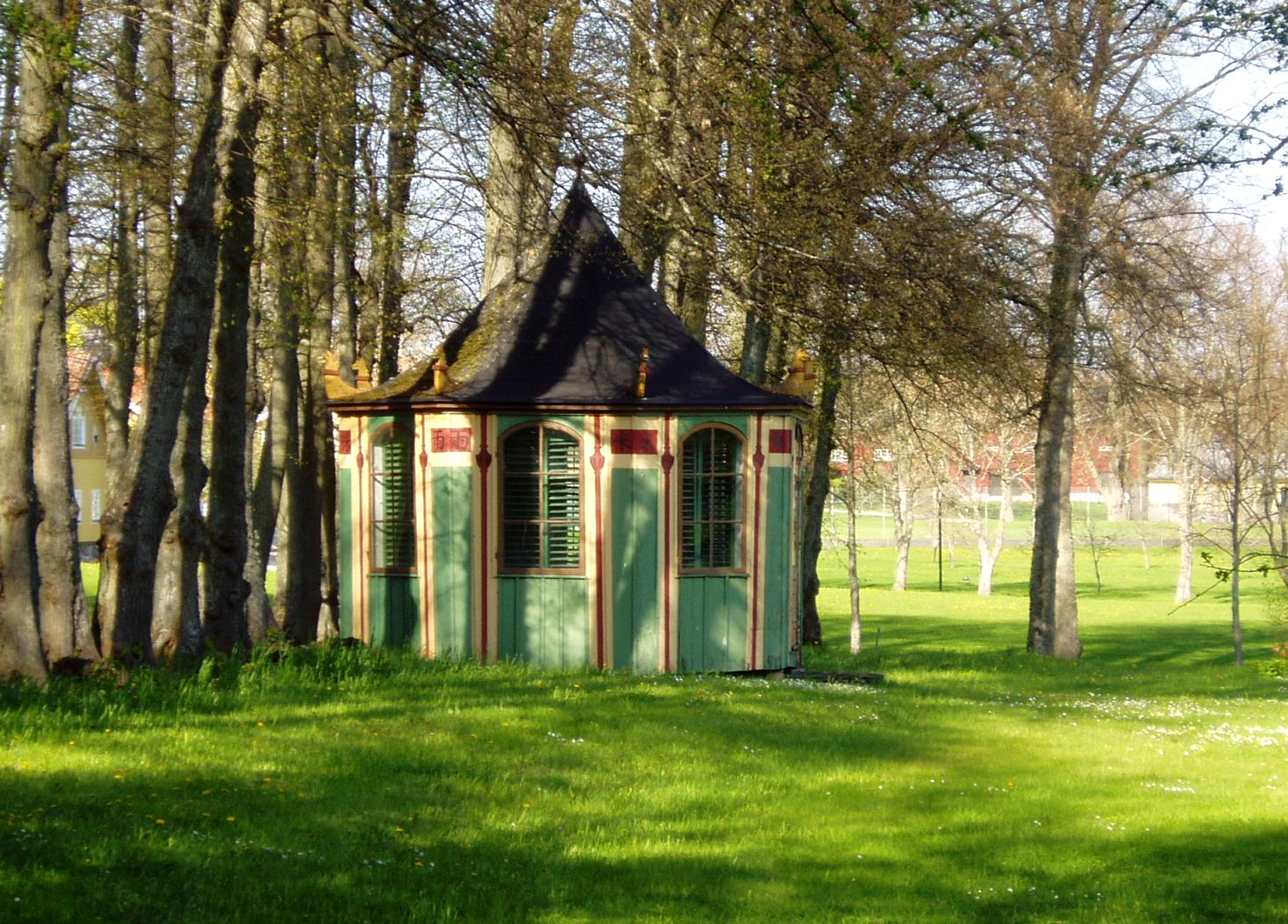
Pavillon im Schlosspark
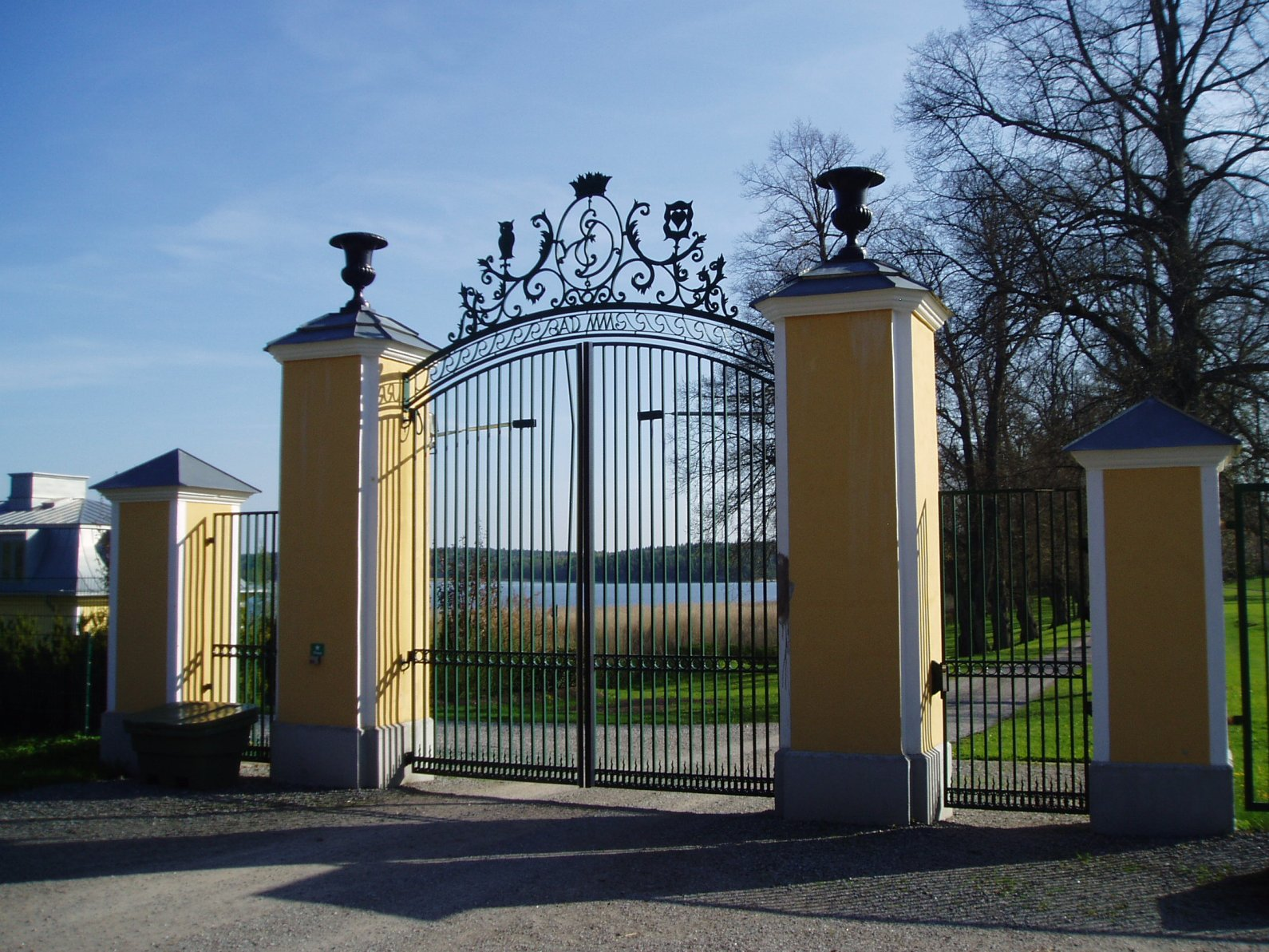
Nördliche Toreinfahrt